# Death Cab for Cutie
Death Cab for Cutie est un groupe de rock indépendant américain, originaire de Bellingham, dans l'État de Washington. Formé en 1997, le groupe est d'abord un projet solo de Ben Gibbard, avant d'être rejoint par d'autres musiciens. Le groupe a sorti 10 albums studios.

## Biographie

### Débuts (1997–2002)
Le groupe tire son nom d’une chanson satirique des Bonzo Dog Doo-Dah Band, dans leur album Gorilla. La chanson en question a également été jouée dans le téléfilm des Beatles, Magical Mystery Tour, pendant un strip-tease.
Death Cab For Cutie a d’abord été un projet solo de Ben Gibbard pendant qu’il était guitariste pour le groupe Pinwheel. Il a d’abord enregistré une cassette intitulée You Can Play These Songs with Chords (littéralement Vous pouvez jouer ces chansons avec des accords), étonnamment apprécié. C’est à ce moment que Gibbard décide de fonder véritablement un groupe complet sous ce nom. Il recrute Christopher Walla, qui avait aussi enregistré Songs With Chords en tant que guitariste, Nicholas Harmer pour la basse et Nathan Good comme batteur. La formation sort d’abord Something About Airplanes, lors de l’été 1998. 
En 2000 suit We Have the Facts and We're Voting Yes. Nathan Good quitte le groupe pendant l’enregistrement de We Have Facts. Sa contribution à The Employment Pages et à Company Calls Epilogue est conservée, mais c'est Gibbard qui joue de la batterie pour le reste de l’album. On entend pour la première fois le nouveau batteur, Michael Schorr sur The Forbidden Love EP, datant d’automne 2000. Le suivant, l’année suivante, est intitulé The Photo Album. L'édition limitée de l’album contient trois pièces bonus, qui sont ensuite regroupées sur The Stability EP

### Transatlanticism(2003)
En 2003, un autre changement de batteur est nécessaire. Jason McGerr, de Eureka Farm, remplace Schorr. On l’entend sur l’album suivant, Transatlanticism qui sort en octobre 2003. L'album reçoit d'ailleurs des critiques favorables et devient le meilleur album côté ventes : 225 000 copies vendues pendant sa première année. En plus, des pièces de l’album sont jouées dans les trames sonores de Newport Beach,  Six Feet Under, Serial noceurs, Mean Creek, Les Experts : Miami, How I Met Your Mother et dans Californication. De son côté, Ben Gibbard se lance dans le projet électronique The Postal Service avec la sortie du premier album : Give Up.
La chanson Transatlanticism apparait dans la bande son des séries Six Feet Under et Heroes.

### Plans(2004–2006)
Au printemps 2004, le groupe enregistre un album live intitulé The John Byrd EP, appelé ainsi à cause de leur ingénieur de son. L’EP, sort sous l’étiquette Barsuk Records, en mars 2005, officialisant leur contrat avec eux.
En novembre 2004, Death Cab for Cutie signe un contrat « à long terme et planétaire » avec Atlantic Records, laissant Barsuk et leur réputation de groupe indie pop derrière. À ce propos, Gibbard affirme que rien n’allait changer excepté qu’à la place de Barsuk tenant un 7, il y aurait la lettre “A” sur les deux côtés de la pochette de l’album à venir. Un changement majeur dans la philosophie de Gibbard, selon qui les labels majeurs « sont faits pour nous baiser et prendre notre argent. » Après la signature du contrat avec Atlantic, le groupe est encore nerveux et encourage ses fans à télécharger leurs chansons sur Internet.
Les deux premiers singles du groupe étiqueté en tant qu’Atlantic Records sont Soul Meets Body et Crooked Teeth. L’album studio sort en août 2005. Plans est acclamé par la critique comme les fans et reçoit une nomination pour les Grammy Award dans la catégorie Best Alternative Album de 2005. La formation sort un DVD de tournée appelé Drive Well, Sleep Carefully en 2005. Une version live de la chanson Photobooth est utilisée pour la bande annonce du jeu pour Xbox 360 Project Gotham Racing 3.
Au début 2006, le groupe annonce la sortie de Directions, onze courts-métrages inspirés des chansons de l’album Plans, chacun réalisé par une personne différente. Ces vidéos sont révélés un à la fois sur le site web du groupe et un DVD est disponible depuis le 11 avril 2006. ITunes Store commence à vendre les vidéos, formatées pour iPod en mars. Lance Bangs, P.R. Brown, Ace Norton, Jeffrey Brown, Lightborne, Autumn de Wilde, Rob Schrab, Laurent Briet and Monkmus, ainsi que Aaron Stewart-Ahn font partie des réalisateurs qui ont contribué au projet. Dans le premier tome de la trilogie Ghostgirl, de Tonya Hurley, l'une des héroïnes, une gothique dénommée Scarlet, avoue que I Will Follow You into the Dark est une de ses chansons préférées. La chanson I Will Follow You into the Dark est également utilisée dans l'épisode 2 de la saison 8 de Srubs.

### Narrow Stairs(2007–2009)

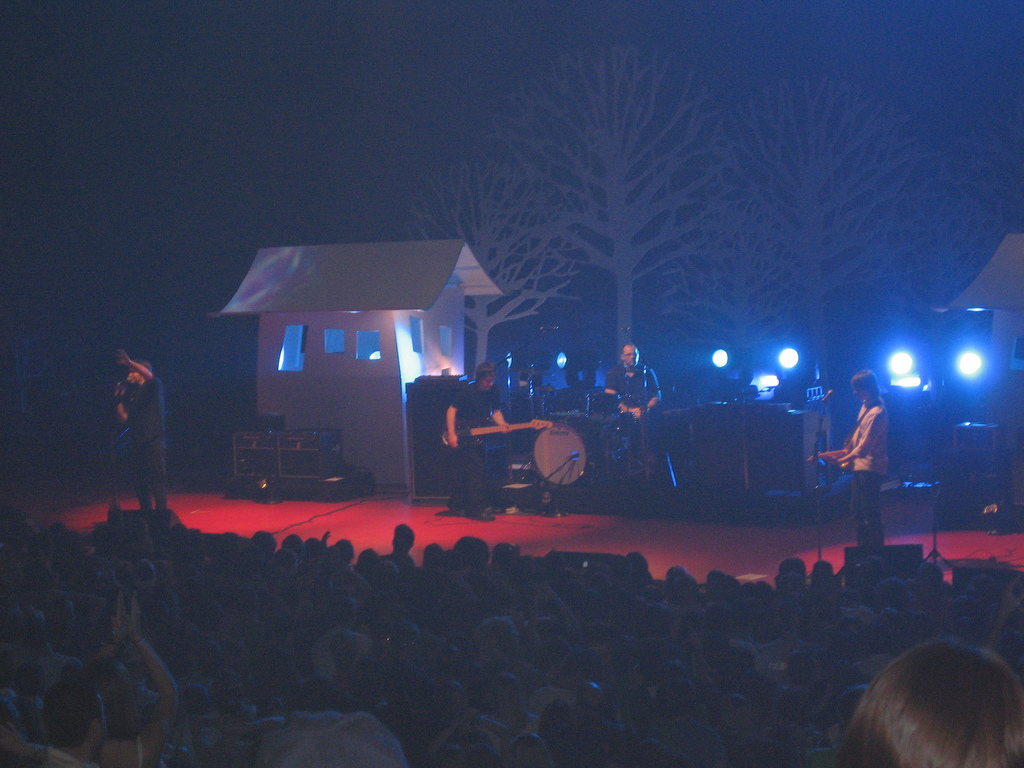
Death Cab for Cutie lors d'une prise de photo.

Le 18 mars 2008, le groupe sort I Will Possess Your Heart le premier single de Narrow Stairs, leur septième album studio. Le morceau se décline en deux versions : la version de l'album et celle destinée aux radios nationales, beaucoup moins longue. L'album, quant à lui, sort le 13 mai 2008 dans le monde entier et remporte dès sa sortie un franc succès, en se plaçant à la première place du Billboard 200 le 31 mai de la même année. Le groupe entame alors une tournée particulièrement longue, passant par deux fois en Europe.
Toujours en tournée nationale, un EP est annoncé officiellement le 16 mars 2009. Intitulé The Open Door, il contiendra cinq chansons et sortira en version électronique le 31 mars 2009. Il faudra attendre le 14 avril pour l'apercevoir dans les magasins du monde entier. En 2009, le groupe réalise également la chanson Meet Me on the Equinox qui sera la bande originale du film Twilight, chapitre II : Tentation.

### Codes and Keys(2010–2012)
Le 14 décembre 2010, le groupe annonce la sortie d'un nouvel album portant le nom de Codes and Keys au cours du printemps. Ce septième album est publié le 31 mai 2011. Ben Gibbard et Nick Harmer considèrent qu'il y a moins de morceaux de guitare comparé aux précédents albums.
En mars 2011, Ben Gibbard joue un nouveau morceau des Death Cab for Cutie à un concert solo à San Francisco, dont le titre sera révélée ; Codes and Keys. La liste des pistes est révélée sur le site web du groupe le 15 mars 2011. Au début de l'an 2011, le site npr.org classe l'album Transatlanticism parmi les 50 albums les plus importants de la décennie. Le groupe et annoncé pour l'Ottawa Bluesfest du 17 juillet 2011, mais la scène s'est effondrée à cause de mauvaises conditions météorologiques.
En 2012, le groupe tourne à l'international passant par l'Australie, la Nouvelle-Zélande puis l'Asie du Sud-Est. En avril et mai, le groupe tourne aux États-Unis avec les membres de Magik*Magik Orchestra, qui ont collaboré sur les morceaux de Codes and Keys. Après avoir participé au Bunbury Music Festival de Cincinnati, le groupe joue à plusieurs festivals estivaux en Europe.

### Kintsugi(depuis 2013)
Le 13 août 2014, après 17 ans au sein de Death Cab for Cutie, le guitariste Chris Walla annonce son intention de se séparer du groupe. Il explique alors qu'il souhaite « ...continuer à faire de la musique, à produire des disques, et à pécher par excès de bienveillance et de beauté autant que possible. » La dernière prestation de Chris Walla avec Death Cab for Cutie se tint le 13 septembre 2014 au festival musical Rifflandia à Victoria, au Canada.

## Style musical
Le style musical de Death Cab for Cutie est catégorisé rock indépendant,,, indie pop,,, emo,,, et rock alternatif. Les premiers morceaux de Death Cab sur You Can Play These Songs with Chords sont décrits par Rolling Stone d'« émotion à travers un manque d'émotion. » Pitchfork remarque aussi que la cassette est en « ultra-lo-fi ».

## Apparitions
Le nom du groupe est cité lors de la saison 1 de la série américaine Brothers and Sisters, mais la version française, sans doute à cause d'une erreur de traduction ou du doubleur, transforme le nom de Death Cab for Cutie en Death Cab for Chili.
Le groupe est aussi cité dans la série Californication  où la fille de Hank dit les écouter sur son ipod, ainsi que dans la série NewPort Beach, où celui-ci est le groupé préféré de Seth.
Le groupe est aussi cité dans une enquête de Harry Bosch,"jusqu'à l'impensable", de l'auteur Michael Connely. La fille de l'inspecteur  écoute la chanson "Black Sun" en lui disant "l'air est génial papa, il me fait penser à toi..."

## Discographie

### Albums studio
- 1997 - You Can Play These Songs with Chords (Elsinor Records)
- 1998 - Something About Airplanes (Barsuk Records)
- 2000 - We Have the Facts and We're Voting Yes (Barsuk Records)
- 2001 - The Photo Album (Barsuk Records)
- 2003 - Transatlanticism (Barsuk Records)
- 2005 - Plans (Atlantic Records)
- 2008 - Narrow Stairs (Atlantic Records)
- 2011 - Codes and Keys (Atlantic Records)
- 2015 - Kintsugi (Atlantic Records)
- 2018 - Thank You for Today (Atlantic Records)
- 2022 - Asphalt Meadows (Atlantic Records)

### EP
- The Forbidden Love (2000)
- The Stability (2002)
- Studio X Sessions (2004)
- The John Byrd (2005)
- The Open Door (2009)
- The Blue EP (2019)
- The Georgia EP (2021)

### Albums virtuels
- 2005 : ITunes Originals

### Singles
| Année | Titre                           | Position   | Position       | Position         | Single Release                  | Album            |
| Année | Titre                           | US Hot 100 | US Modern Rock | UK Singles Chart | Single Release                  | Album            |
| ----- | ------------------------------- | ---------- | -------------- | ---------------- | ------------------------------- | ---------------- |
| 2002  | Stability                       |            |                |                  | Stability EP                    | Stability EP     |
| 2002  | A Movie Script Ending           |            |                |                  | A Movie Script Ending           | The Photo Album  |
| 2002  | I Was a Kaleidoscope            |            |                |                  | I Was a Kaleidoscope            | The Photo Album  |
| 2002  | We Laugh Indoors                |            |                |                  | We Laugh Indoors                | The Photo Album  |
| 2003  | The New Year                    |            |                |                  | The New Year                    | Transatlanticism |
| 2004  | The Sound of Settling           |            | #37            |                  | The Sound of Settling           | Transatlanticism |
| 2004  | Title and Registration          |            |                |                  | Title And Registration          | Transatlanticism |
| 2005  | Soul Meets Body                 | #60        | #5             |                  | Soul Meets Body                 | Plans            |
| 2006  | Crooked Teeth                   |            | #10            | #69              | Crooked Teeth                   | Plans            |
| 2006  | I Will Follow You Into the Dark |            | #28            | #66              | I Will Follow You Into the Dark | Plans            |
| 2008  | I Will Possess Your Heart       |            |                |                  | I Will Possess Your Heart       | Narrow Stairs    |

## Vidéographie
- 2011 - Live at the Mt Baker Theatre